# Специальная педагогика
Специа́льная педаго́гика — наука, изучающая сущность, закономерности, тенденции управления процессом развития индивидуальности и личности ребёнка с ограниченными возможностями здоровья, нуждающегося в специализированных индивидуальных методах воспитания и обучения. Разделяется на дошкольную, школьную и специальную педагогику взрослых. При преподавании используется коррекционно-воспитательная работа (система специальных педагогических мероприятий, направленная на ослабление или преодоление дефектов развития). Среди задач, решаемых специальной педагогикой, — включение людей с проблемами развития в социальную среду, а также предупреждение и лечение патологических состояний у детей раннего возраста, ещё не адаптировавшихся в социальной среде.

## Разделы специальной педагогики
1. Сурдопедагогика — наука о закономерностях развития, воспитания, обучения, социальной адаптации и интеграции в общество детей с нарушениями слуха (глухих, слабослышащих, оглохших).
2. Тифлопедагогика — наука о закономерностях развития, воспитания, обучения, социальной адаптации и интеграции в общество детей с нарушениями зрения (слепых, частично и слабовидящих).
3. Логопедия — наука о закономерностях развития, воспитания, обучения, социальной адаптации и интеграции в общество детей с нарушениями речи при сохранном слухе.
4. Олигофренопедагогика — наука о закономерностях развития, воспитания, обучения, социальной адаптации и интеграции в общество детей с умственной отсталостью.

## Методы обучения людей со специальными потребностями
Выделяется несколько различных подходов к обучению для студентов с особыми потребностями. Можно выделить 4 категории, различающиеся объемом контактов обучаемых с «обычными» студентами: 
1. Инклюзивное образование. В рамках данного подхода студенты с особыми потребностями проводят большую часть учебного времени с обычными студентами. Такой подход подразумевает необходимость серьезной модификации учебной программы и большинство школ применяют его только для небольшой части студентов со сравнительно небольшим уровнем специальных потребностей, для которых подход показал хорошие результаты.[1][2]
2. Мейнстрим. Подход подразумевает совместную работу студентов с особыми потребностями и обычных студентов в течение специальных промежутков времени. При этом большую часть времени студенты с особыми потребностями обучаются отдельно.[3]
3. Сегрегация(образование) В рамках данного подхода обучение студентов с особыми потребностями происходит в отдельных классов. При этом сама программа может быть идентичной программе для обычных студентов, однако возможность по социальной адаптации ограничена неучебным временем – например, при совместном приеме пищи.[4]
4. Совместное обучение(образование) – в рамках подхода проводятся совместные лекции для студентов с и без специальных потребностей. При этом лекцию или семинар проводят 2 педагога сообща – основной и педагог для студентов с особыми возможностями.

## Система общего и специального образования
Коррекционные образовательные учреждения в России делятся на 8 типов, в зависимости от решаемой проблемы: 
- I — для неслышащих детей;
- II — для слабослышащих и позднооглохших детей;
- III, IV — для детей с нарушениями зрения разной степени;
- V — для детей с тяжёлой речевой патологией;
- VI — для детей с нарушениями опорно-двигательного аппарата;
- VII — для детей с задержкой психического развития, поддающейся коррекции;
- VIII — для детей с нарушениями интеллекта.

Помимо специальных коррекционных образовательных учреждений образование детей с особыми потребностями организуется в коррекционных классах общеобразовательных школ.